# Gyromatic

Gyromatic Observatory Chronometer

Gyromatic (mot-valise du grec γύρος gyros ‚rotation‘ et de l'anglais automatic) désigne une série de montres de Girard-Perregaux produite entre 1957 et 1979.

## Caractéristiques
Les Gyromatic sont des montres à remontage automatique. Les premiers modèles contenait des calibres de la série 21 ou 22, avec une fréquence de balancier définie à 18 000 alternances par heure. À partir de 1962 les Gyromatic furent dotées de calibres de la série 32 et leur fréquence fut portée à 21 600 a/h (avec l’exception des calibres 32.7 et 32A). Les calibres des séries 32 et 42 sont basés sur des calibres AS 1687/1688 d'Anton Schild. Le remontage automatique fut développé par Girard-Perregaux en collaboration avec Doxa SA, Eberhard & Co., Favre-Leuba (en) et Zodiac.
Dès 1966, les Gyromatic sont construites avec les calibres 32.7 (en petit nombre) et 32A qui disposent d'une fréquence de balancier de 36 000 a/h, ce qui permet d'améliorer la précision de la marche des montres. Ces calibres avaient un diamètre de 11,5 lignes et furent nommés Gyromatic HF (Haute Fréquence). Ils intégraient une vis de réglage micrométrique, une lubrification à sec (sans huile), un balancier de type Clinergic 21, un ressort du type Isoval et un balancier mono-métallique.

### Chronometer HF
Entre 1966 et 1967, 662 Gyromatic furent construites avec le calibre 32A, sur la base du calibre originel de 1957[précision nécessaire]. Ce calibre avait une fréquence de 36 000 a/h. Toutes ces montres furent envoyées aux Bureaux Officiels de contrôle de la marche des montres (B.O.), pour y être inspectées quinze heures durant, dans six positions et trois températures différentes. L’ensemble des 662 Gyromatic furent certifiées chronomètres avec le commentaire « résultats particulièrement bons » et vendues sous la dénomination Gyromatic Chronometer HF. Les modèles Gyromatic Chronometer HF avec un boîtier en acier inoxydable étaient vendues sur le marché nord-américain entre 170 et 485 dollars.

### Observatory Chronometer
De ces dernières 662 montres, 40 furent choisies et remises à l'observatoire cantonal de Neuchâtel pour une certification. Les 40 Gyromatic furent inspectées sur une durée de 40 jours avant de recevoir une attestation et furent vendues sous la dénomination Girard Perregaux Observatory Chronometers. À Neuchâtel, ces 40 montres représentèrent 73 % des certificats délivrés pour l'année 1967 et l'observatoire décernera le prix du Centenaire à la maison Girard-Perregaux en reconnaissance de la précision de ses modèles,.

### Modèles suivants
À partir de 1968 le calibre 42 fut introduit, avec une réserve de marche de 40 heures et un mécanisme de stop-secondes, il est développé exclusivement pour Girard-Perregaux par Anton Schild. Entre 1970 et 1979, les calibres 440 et 441 (12,5 lignes) furent eux aussi développés exclusivement pour Girard-Perregaux par Anton Schild, ils disposent d'un changement de date rapide par pression sur la couronne et une vis de réglage micrométrique. En 1974, une Gyromatic en acier inoxydable se négociait en Allemagne 520 Deutschemark.

### Crise du quartz
En 1969, Girard-Perregaux commencera à développer des horloges à quartz et définit une fréquence standard de 32,768 hertz. La très haute précision de ces horloges électroniques fera basculer le secteur horloger dans la crise du quartz.